# Eusymmerus pseudoculata
Eusymmerus pseudoculata là một loài chân đều trong họ Idoteidae. Loài này được Boone miêu tả khoa học năm 1923.